# Giovanni Francesco Lottini
Giovanni Francesco (Giovanfrancesco) Lottini (* 1512 Volterra; † August 1572 in Rom) war ein italienischer Politiker und Schriftsteller.

## Biografie
Giovanni Francesco Lottini wurde um 1512 in Volterra geboren. Im Jahr 1530 wurde er angeklagt und vor Gericht gestellt, weil er einen Einwohner von Volterra schwer verletzt hatte. Er war Sekretär von Cosimo I., wurde aber 1542 offiziell wegen Sodomie vertrieben, blieb aber immer für zwielichtige Geschäfte in seinen Diensten. Im Februar 1548 schickte ihn Cosimo I. nach Venedig, aber er bereitete nicht die Verschwörung gegen Lorenzino de’ Medici vor, der seltsamerweise noch im selben Monat zwei volterranischen Attentätern zum Opfer fiel.
Nachdem er erneut aus Florenz vertrieben wurde, zog er nach Rom, wo er Sekretär des Kardinals von Santa Fiora wurde. Am 31. Januar 1550 wurde Kardinal Niccolò Ridolfi während des Konklaves vergiftet, und viele beschuldigten Lottini der Tat.
Im Jahre 1552 erhielt er von Papst Marcellus II. die Abtei von Colle di Piemonte und das Kanonikum.
1555 trat er in den päpstlichen Hof ein, widersetzte sich der Wahl von Papst Paul IV., der sehr nachtragend war, und ihn am 10. August in der Engelsburg einsperren ließ.
1559 stand er als Sekretär in den Diensten von Giovanni Angelo de’ Medici, der Papst Pius IV. wurde und ihn 1560 zum Bischof von Conversano ernannte. Lottini lehnte die Stelle jedoch ab und nahm sein zielloses Leben wieder auf.
Vor seinem Tod im August 1572 übergab er seinem Bruder eine Abhandlung mit persönlichen Überlegungen und Notizen zu den verschiedensten Themen; von der Miliz bis zur Pflege des physischen Lebens, von der Art und Weise Wucher zu stoppen, bis zu dem Verhalten das ein Fürst an den Tag legen muss. Das Manuskript mit dem Titel Avvedimenti Civili, wurde 1574 von seinem Bruder Girolamo an den Großherzog der Toskana Francesco I. de’ Medici übergeben.